# Аламут (фортеця)
Аламут (від перс. الموت, що означає «орлине гніздо») — фортеця в горах Ельбурсу, яка була розташована в Аламут регіон на півдні Каспійського моря провінції Дейлам біля Рудбар області в Персії (Іран). Відома як центр войовничої секти асасинів та їх держави з 1090 по 1256 рік. Зруйнована військами монгольського хана Хулагу.
У період з 1090 по 1256 роки під керівництвом Хассан-і Саббах, Аламут став місцем інтенсивної діяльності Shi'a Nizari Ismai'lis, який функціонував як штаб-квартира їхньої держави, що складалася з ряду незв'язаних стратегічних твердинь, розсіяних по всій Персії та Сирії, оточене величезними воротами ворожих територій (Імперія Сельджуків). У 1256 р. Рукн ад-Дін Хуршан здав фортецю під час вторгнення монголів на чолі із Балаканом (сином Орда Іхена), і його знамениті бібліотечні фонди були знищені. Отже, джерела з історії та думки про ісмаїлітів в цьому періоді відсутні, і більшість, що залишилися, написані їхніми недоброзичливцями. Після руйнування монголів замок мав лише регіональне значення, пройшовши руками різних місцевих сил. Сьогодні вона лежить в руїнах, але в силу свого історичного значення вона розробляється іранським урядом як туристичне місце.

## Захоплення фортеці

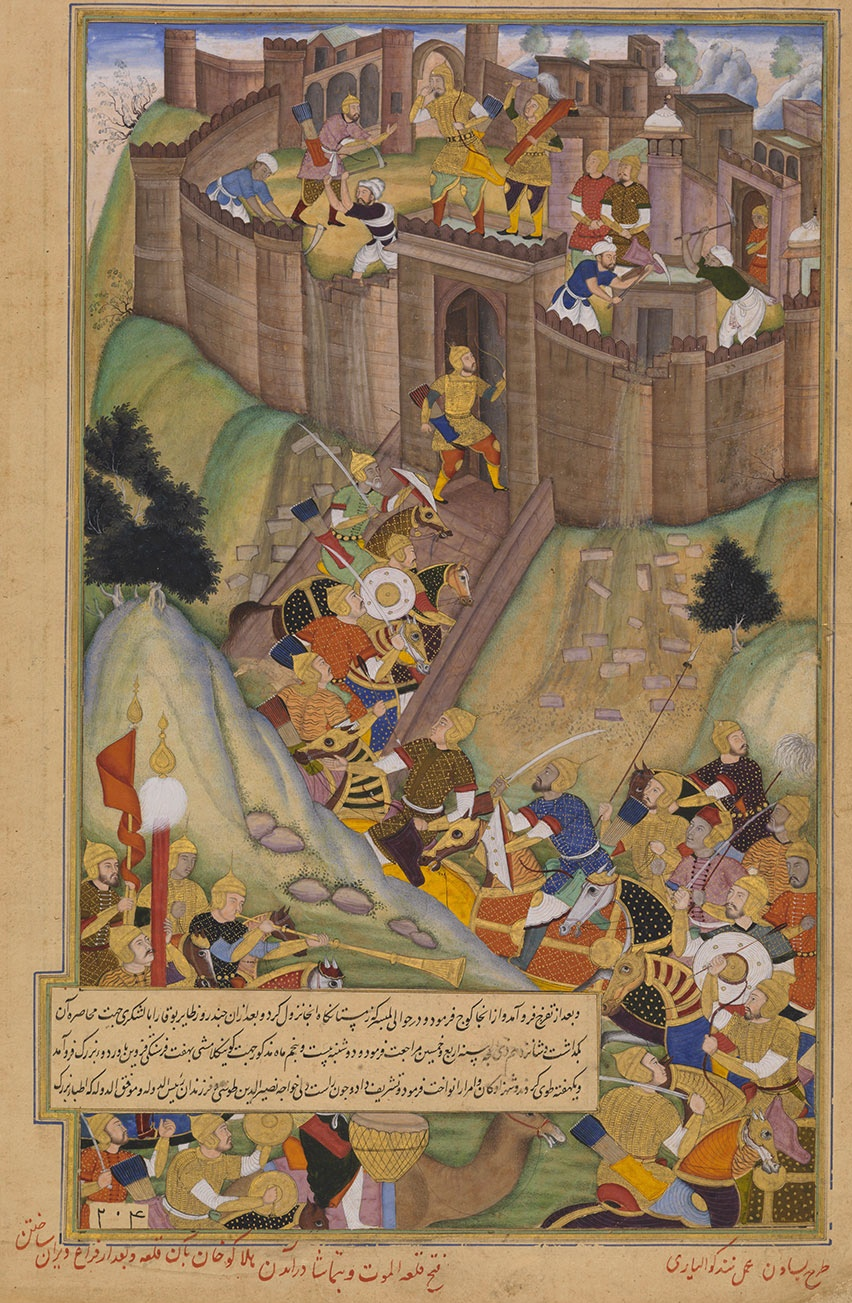
Асасинська фортеця Аламут

До 1090 року н. е. сельджукський візир Нізам аль-Мулк вже дав наказ про арешт Хасана, і тому Хасан жив в схованках у північному місті Казвін, приблизно в 60 км від фортеці Аламут. Там він розробив плани захоплення фортеці, оточеної родючою долиною, мешканці якої в основному були мусульмани-шиїти, підтримка яких Хасан міг легко зібрати для повстання проти сельджуків. Замок ніколи раніше не був захоплений військовими засобами, і таким чином Хасан планував ретельно. Тим часом він відправив своїх надійних прихильників до долини Аламут, щоб розпочати поселення навколо замку. 
Влітку 1090 р. н. е. Хасан вирушив з Казвіна до Аламута на гірському шляху через Андей. Він залишився в Анджеї, маскуючись як учень, який називається Дехідда, аж поки не був переконаний, що ряд його прихильників оселився прямо під замком в селі Газорхан або зайняв посаду в самій фортеці. Заховавшись, Хасан втік у фортецю, заробляючи довіру та дружбу багатьох солдатів. Уважно, щоб не привернути увагу замку Зайді ‘Алід лорд, Мухді та Хасан почав залучати видатних діячів в Аламут до своєї місії. Було навіть зроблено припущення, що власний заступник Махді був секретним прихильником Хасана, чекаючи, щоб продемонструвати свою лояльність у той день, коли Хасан в кінцевому підсумку захопить замок.
Раніше влітку Махді відвідав Казвін, де отримав суворий наказ від Нізама аль-Мулька знайти та заарештувати Хасана, який, як казали, ховається в провінції Дайламан. Після повернення в фортецю Аламут, Махді помітив, що там працюють кілька нових службовців та охоронців. Його заступник пояснив, що хвороба зайняла багато робітників замку, і йому пощастило, що інші сусіди були знайдені в сусідніх селах. Побоюючись асоціацій цих робітників, Махді наказав його заступнику заарештувати когось із зв'язками із ісмаїлізмом.
Підозри Махді були підтверджені, коли Хасан нарешті звернувся до пана фортеці, розкривши його справжню ідентичність і заявив, що тепер замок належить йому. Негайно Махді закликав охоронців заарештувати і зняти Хасана із замку, лише щоб вони знайшли, що вони готові слідувати за кожною командою Хасана. Здивований, він зрозумів, що його обманюють і йому дозволено вільно виходити з замку. Однак перед від'їздом Махді отримав чернетку з 3000 золотих динарів як плату за фортецю, що сплачується офіцером Сельджук на службі до справі Ісмаїліті під назвою Райз Музаффар, який заплатив повністю. Аламутської фортеці був захоплений з Махді і тому від Сельджука управління Хасана та його прихильники не вдаючись до насильства.